# مثلث الطاقة
مثلث الطاقة (بالإنجليزية: Energy Triangle) 

المنطقة الاقتصادية الخاصة لإسرائيل وقبرص طبقا لتوقيعها في نيقوسيا.

وهي تعني تعاون ثلاثي مشترك بين قبرص وإسرائيل واليونان لاستخراج الغاز الطبيعي من البحر الأبيض المتوسط والمزمع بدؤه في عام 2015 .

وقد اتفق المسؤولون من الثلاثة دول على إنشاء خط أنابيب لنقل الغاز من حقل أفروديت للغاز ومن حقل ليفياثان للغاز إلى مصنع لتسييل الغاز في محطة فاسيليكوس للطاقة، على أن يتم بناؤها في عام 2019.
وطبقا لشركة «نوبل إنرجي» المشاركة في حقل غاز تمر وأجرت استكشافات في حوض ليفانت في شرق البحر الأبيض المتوسط تبلغ قدرة الإنتاج المؤكدة ما يكفي مد أوروبا بالغاز الطبيعي لمدة 20 سنة.

## مقدمة

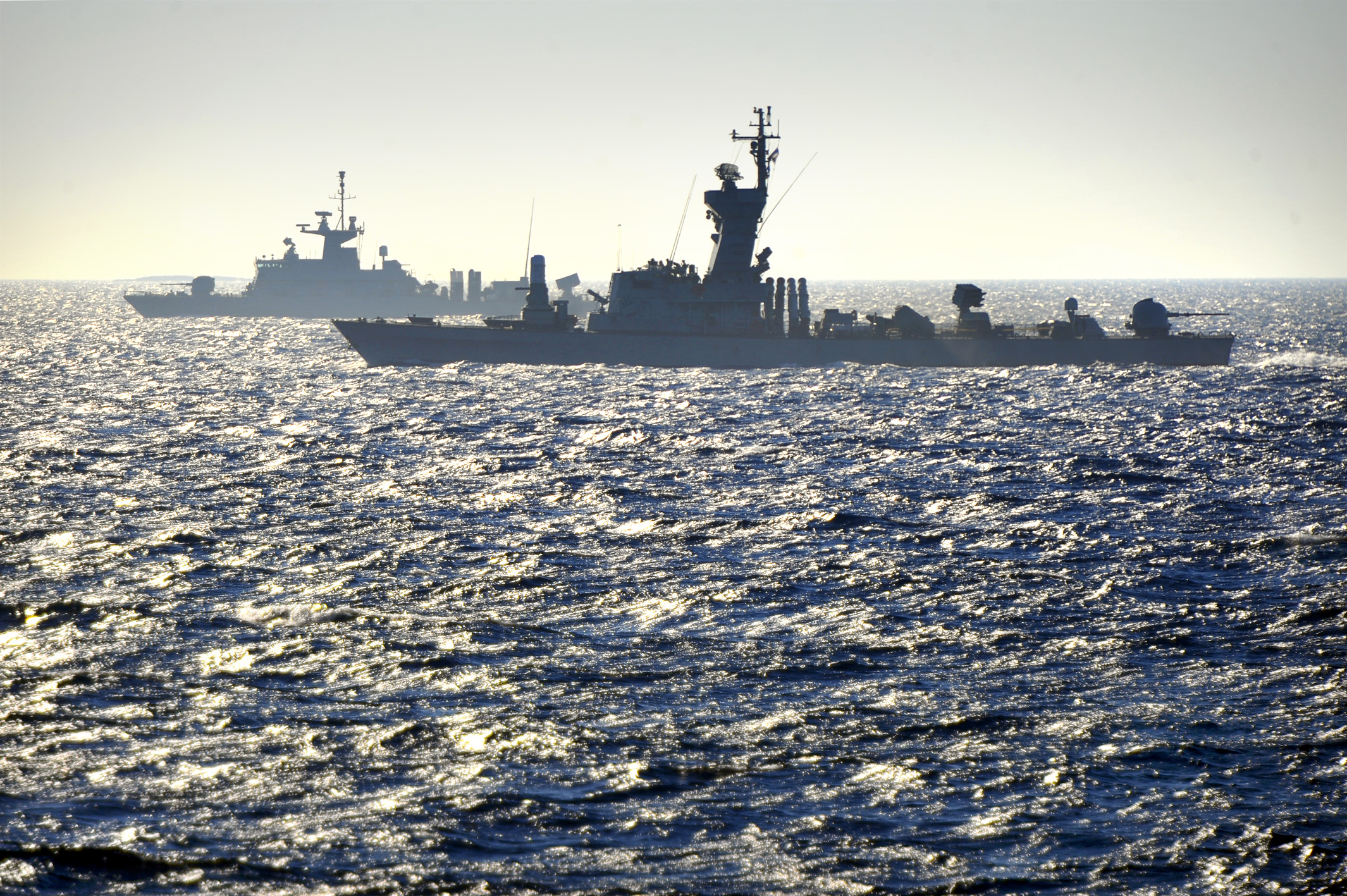
قوات بحرية إسرائيلية ويونانية تقوم بالحفر في المنطقة.

استخدم تعبير إنرجي تريانغل - أي مثلث الطاقة - أول مرة خلال اجتماع الاتحاد الاقتصادي القبرصي الإسرائيلي في نيقوسيا بقبرص عام 2010. ويتضمن الاتفاق على إنشاء ما يسمى «المنطقة الاقتصادية الحصرية» Exclusive economic zone بين قبرص وإسرائيل مما يشير إلى بدء تعاون متزايد بين بلدين يطلان على شرق البحر الأبيض المتوسط. اتفق البلدان على التعاون في استخراج الغاز الطبيعي وتكليف الشركة الأمريكية «نوبل إنرجي» بغرض خفض تكلفة الاستخراج للبلدين.
بعد إجراء الحوارات المبدئية عن المشروع بين إسرائيل وقبرص، ووقوع الهجوم الإسرائيلي على سفينة الإغاثة التركية المتجهة إلى غزة وتفاقم العلاقات بين تركيا وإسرائيل، فتزايد اهتمام إسرائيل للتعاون مع جيران مثل اليونان.
واشتركت كل من إسرائيل وقبرص منذ عام 2011 في مشروع لاستخراج الغاز الطبيعي من البحر الأبيض المتوسط وإرساله عبر خط أنابيب إلى ميناء ليماسول بقبرص بحلول عام 2015.
وبالإضافة إلى وجود الغاز الطبيعي فيوجد احتمال كبير لوجود النفط أيضا في المنطقة التي تسمى حوض ليفانت - أي حوض الشرق الأوسط. ولم يجرى حفر آبار استكشافية للنفط في المنطقة الاقتصادية الخاصة بقبرص حتى عام 2013، بينما تخطط شركة نوبل إنرجي للتنقيب عن البترول في حقل ليفانت، وربما يبدأ ذلك خلال الأعوام 2015/2014 .
تشير عوامل إلى وجود الغاز والنفط في المنطقة، فقد اكتشف الغاز الطبيعي وتشكيلات هيدروكربونية في 14 موقع تابعين للمنطقة الاقتصادية الخاصة لقبرص وحدها. وطبقا لتقرير كتبة الدكتور س. هيجيستاسو من جامعة نيقوسيا يُعد استخراج النفط أكثر سهولة ومبكرا من استخراج الغاز الطبيعي، على الأقل بالنسبة للمنطقة القبرصية.

## حجم حقول الغاز

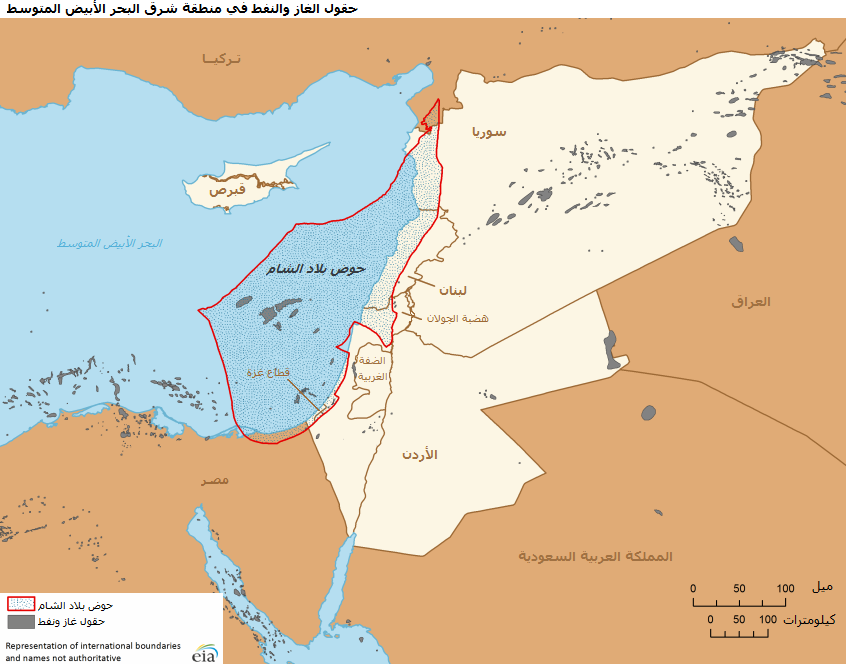
حقول غاز ونفط في حوض ليفانت (عن US EIA).

تقدر كمية تبلغ 7 ألاف بليون قدم مكعب في المقاطعة 12 من المنطقة الاقتصادية القبرصية.
وقد حصلت شركتي «نوبل إنرجي» و «ديليك جروب» الإسرائيلية وهما متخصصتان في التنفيب البحري على تصريح التنقيب من إسرائيل وقبرص. وأعلنت الشركتان وشركات أخرى تقوم بعمليات تنقيب أنه تم العثور على نحو 26 ألف بليون قدم مكعب من الغاز في حقلي ليفياثان وتمر؛ وتقدر ثمنها بنحو 200 مليار يورو حسب السعر الحالي. هذه الكمية تكفي مد إسرائيل بالغاز لمدة 150 سنة وقبرص لمدة 200 سنة. ويعتقد في وجود احطياتي كبير من الغاز الطبيعي في بحر اليونان (بين اليونان وإيطاليا) والبحر الليبي؛ في داخل المياه الإقليمية اليونانية. وكان من المتوقع ان تنشر أول نتائج الاستكشافات في عام 2013 .

## تصدير الغاز الطبيعي
أعلن وزيري الطاقة لكل من قبرص وإسرائيل في عام 2011 أن البلدين سوف يقومون بتصدير الغاز الناتج لديهما، وانهم يدرسون مشروعا لتسييل الغاز الناتج منهما، وربما إجراء دراسة هندسية مبدئية للمشروع. ونشرت الأوساط الإعلامية القبرصية أن قبرص سوف تستقبل غازا طبيعيا من إسرائيل في أوائل عام 2015، بسعر متهاود، في حالة التعاقد على كميات صغيرة أولا في عام 2012 .
تنص تلك الخطة على أن قبرص سوف تستورد كمية من الغاز الطبيعي تأتي إليها على سفينة نقل بحري لتغذية محطة توليد الكهرباء فاسيليكوس البالغ قدرتها 450 ميجاواط.
كما تجري مباحثات لتصدير الغاز الطبيعي عن طريق خط أنابيب يشمل الحقلين الإسرائيليين تمر وليفاثيان، وحقل المنطقة 12 القبرصية، ثم خط أنابيب يربط بين قبرص وجزيرة كريت، وأخيرا خط يمتد بين كريت واليونان، ثم إلى إيطاليا وبلغاريا ومنها إلى بقية أوروبا.

## مذكرة إنرجي تريانغل
وقعت إسرائيل وقبرص واليونان يوم 8 أغسطس 2013 على مذكرة تفاهم إنرجي تريانجل بعد سنة من المباحثات في نيقوسيا. وقد عقدت المباحثات بين سيلفان شالوم وزير إسرائيل للطاقة والموارد المائية، و «نيكوس كوياليس» وزير قبرص للزراعة والموارد الطبيعية والبيئة، و «غيورغ لاكوتريبيس» وزير اليونان للطاقة وتغير المناخ.
يرى المشروع المسمى 2000 ميجاواط أيروآسيان إنتركونيكتور (رابطة 2000 ميجاواط لأوروبا وأسيا) مساعدة قبرص وإسرائيل في الخروج من انعزالهما بالنسبة للحصول على الطاقة، عن طريق طاقة كهربائية رخيصة كما وصفها غيورغ لاكوفريبيس. واعلن الوزير الإسرائيلي الطاقة والموارد المائية «سيليفان شالوم» أن الاتفاق «تاريخي» وانه يعبر عن علاقات قوية بين الثلاثة بلاد، وأضاف أن محطة الكهرباء سوف توصل بكابل ينقل الطاقة الكهربائية إلى سوق الكهرباء الأوروبية.
كما أعلن رئيس الوزراء اليوناني «أنطونيس ساماراس» في 8 أغسطس 2013 أن إسرائيل سوف تلعب دورا هاما في مد أوروبا بالطاقة وانها قد تصبح محور فعال في تصدير الطاقة.

## اقرأ أيضا
- حقل غاز تمر
- سارة وميرا
- حقل أفروديت للغاز
- حقل ليفياثان للغاز
- قائمة حقول الغاز الطبيعي

## وصلات خارجية
- Noble Energy نسخة محفوظة 6 أكتوبر 2022 على موقع واي باك مشين.
- Israel-Lebanon Offshore Oil & Gas Dispute – Rules of International Maritime Law Martin Waehlisch, ASIL Insight (American Society of International Law), Vol. 15, Issue 3, Dec. 5, 2011.
- http://www.asil.org/insights/volume/15/issue/31/israel-lebanon-offshore-oil-gas-dispute-%E2%80%93-rules-international-maritime
- Israeli embassy in Cyprus official website
- Cyprus Tel Aviv embassy
- Cyprus-Israel Business Association
- Kassinis، Solon (مايو 2011). "Offshore Cyprus: A New Frontier & Emerging Region" (PDF). Ministry of Commerce, Industry and Tourism. مؤرشف من الأصل (PDF) في 2020-04-12.
- "Maritime Space: Maritime Zones and Maritime Delimitation – Cyprus". الأمم المتحدة. 13 يوليو 2011. مؤرشف من الأصل في 2019-03-02.